# 維特涅斯特伊年岩
71°25′S 12°36′E / 71.417°S 12.600°E
維特涅斯特伊年岩（德語：Vitnesteinen），是南極洲的岩石，位於毛德皇后地的阿斯特里德公主海岸，處於東彼得曼山脈西部，由德國探險隊發現和根據空中照片繪入地圖，現時由南極條約體系管理。